# حلقي (صوتيات)
| نقطة النطق (مخرج حرف) |
| 1. شفوي - شفتاني - أسناني شفوي 2. شفوي لساني 3. نطعي - بين أسناني - أسناني - لثوي - ارتدادي - لثوي غاري - غاري لثوي 4. خلفي - غاري - طبقي - لهوي 5. حلقي 6. حنجري |

الأصوات الحَلْقِيَّة هي الأصوات التي يلامس فيه جذر اللسان الغشاء الخلفي للبلعوم. مثلا: ح، ع.